# Бредов-Верндль, Джессика фон
Джессика фон Бредов-Верндль (нем. Jessica von Bredow-Werndl; род. 16 февраля 1986, Розенхайм, Бавария) — немецкая спортсменка-конник, выступающая в выездке, четырёхкратная олимпийская чемпионка, чемпионка Европы, победительница Всемирных конных игр.

## Карьера

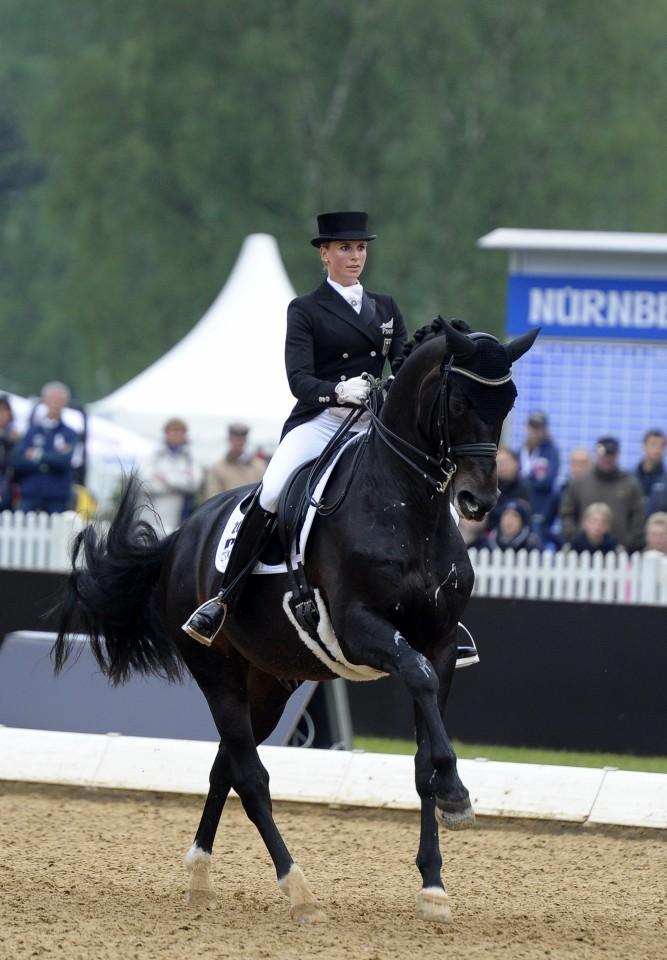
Джессика фон Бредов-Верндль и Уни ББ (2015)

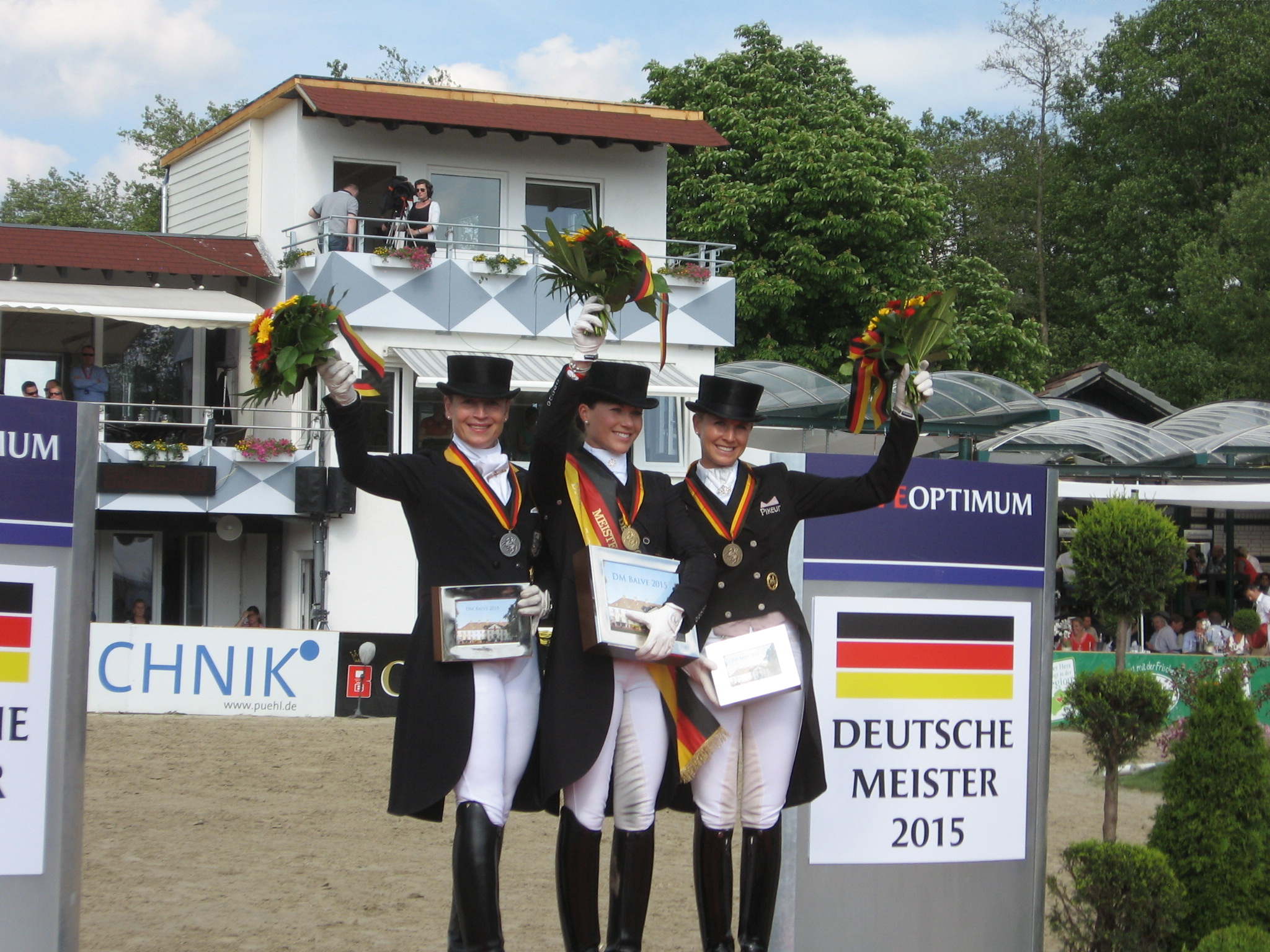
Джессика фон Бредов-Верндль в составе команды Германии на чемпионате Европы (2015)

В 2002 году Джессика фон Бредов стала двукратной чемпионкой Европы среди юниоров, на чемпионате Европы среди юниоров 2004 года в Орхусе выиграла золотую медаль в личном зачете и серебряную медаль в составе команды Германии. После окончания средней школы Верндль изучала маркетинг и коммуникации в Институте международного стратегического управления и инноваций (SMI) в Берлине посредством дистанционного обучения.
В 2014 году была избрана в команду А (теперь олимпийская сборная) и вскоре после этого выиграла в Гётеборге свой первый тест Кубка мира на финале Кубка мира в Лионе, где заняла седьмое место. В 2015 году она выступала за Германию на Чемпионате Европы в Аахене, где вместе с командой выиграла бронзовую медаль, а в индивидуальном зачете заняла седьмое место. Также в 2015 году она заняла третье место в финале чемпионата мира в Лас-Вегасе, которое защитила и в следующем году, в Гётеборге. В паре с жеребом Уни BB квалифицировалась на Олимпийские игры 2016 года, где осталась запасным всадником команды Германии.
В 2018 году снова заняла третье место в финале чемпионата мира в Париже с Unee BB. На чемпионате Германии в Бальве она завоевала бронзу с TSF Dalera BB и четвёртое место в фристайле с Zaire. В июле Джессика также выиграла Кубок Наций с немецкой командой на чемпионате мира в Аахен. Два месяца спустя на Всемирных конных играх 2018 года в Трионе она выиграла золотую медаль с немецкой командой на своих первых Всемирных конных играх с будущей звездой, тракененской кобылой TSF Dalera BB. К моменту начала следующего Чемпионата Европы Далера значительно улучшила свои показатели. В дополнение к командной золотой медали фон Бредов-Верндль также выиграла в Роттердаме со своим новым лучшим результатом 89,107 % и получила индивидуальную бронзу в КЮР Гран-при.
На чемпионате Германии 2020 года Джессика фон Бредов-Верндль впервые вместе с Далерой одержала победу и стала чемпионкой Германии. Год спустя ей удалось повторить этот успех, и она также выиграла с результатом 93,025.% В июне 2021 года она заняла 3-е место с Далерой и 10-е с Заиром в мировом рейтинге. С этими двумя лошадьми она вошла в олимпийскую команду на 2021 год.
На летних Олимпийских играх в Токио она с Далерой выиграла золото в составе команды Германии, а также одержала победу в личном зачёте.
На Олимпийских играх 2024 года в седле TSF Dalera BB повторила золотой дубль, победив в личной и командной выездке.

## Лошади

### Текущие турнирные лошади
- Zaire-E (* 2004), гнедая кобыла KWPN, отец: Son de Niro, мать: Jazz[5]
- TSF Dalera BB (* 2007), тёмно-гнедая тракененская кобыла, отец: Easy Game, мать: Handryk[6]
- Ferdinand BB (* 2009), тёмно-гнедой ганноверский мерин, отец: Florencio I, мать: Lanciano[7]
- Exclusive BB (* 2010), ганноверский, рыжий мерин, отец: Edward, мать: Hardenberg Donnerschwee[8]
- Sir Max 4 (* 2011), тёмно-гнедой ганноверский мерин, отец: St. Moritz Junior, мать: Del Pierro[9]
- Go It (* 2015), гнедой жеребец KWPN, отец: Grand Galaxy Win, мать: Don Schufro
- Forsazza de Malleret (* 2013), гнедая ольденбургская кобыла, отец: For Romance, мать: Sarkozy
- Marrakesch 35 (* 2012 г.), вороной немецкий теплокровный жеребец, отец: Millennium, мать: Dionysos
- Franz Joseph BB (* 2013), тёмно-гнедой ганноверский мерин, отец: Franziskus, мать: Rascalino
- Dante’s Peak 14 (* 2005), рыжий ганноверский мерин, отец: Dimaggio, мать: Wolkentanz I
- Dauphin 31 (* 2010), серый голштинский мерин, отец: De Chirico, мать: Linaro

### Бывшие турнирные лошади
- Unee BB (* 2001), тёмно-гнедой жеребец KWPN, отец: Gribaldi, мать: Dageraad, владелец: Беатрис Бюрхлер-Келлер. Покинул спорт в декабре 2018 года[10][11]
- Renommee 41 (* 2002), вороной ганноверский мерин, отец: Rotspon, мать: Laptop

## Достижения
| 2004 | Юношеский Чемпионат Европы | Bonito        |          | 2                  | Командный          |
| 2004 |                            | Bonito        | 3        | Индивидуальный     |                    |
| 2014 | Финал Кубка мира           | Unee BB       | 77.768 % | 7                  |                    |
| 2015 | Финал Кубка мира           | Unee BB       | 80.464 % | 3                  |                    |
| 2015 | Чемпионат Европы           | Unee BB       | 75.200 % | 3                  | Командный          |
| 2015 | 74.790 %                   | Unee BB       | 8        | Индивидуальный     |                    |
| 2015 | 80.214 %                   | Unee BB       | 7        | Индивидуальный КЮР |                    |
| 2016 | Финал Кубка мира           | Unee BB       | 80.464 % | 3                  |                    |
| 2018 | Финал Кубка мира           | Unee BB       | 83.725 % | 3                  |                    |
| 2018 | Всемирные конные игры      | TSF Dalera BB | 76.677 % | 1                  | Командный          |
| 2018 | 73.875 %                   | TSF Dalera BB | 16       | Индивидуальный     |                    |
| 2019 | Чемпионат Европы           | TSF Dalera BB | 76.894 % | 1                  | Командный          |
| 2019 | Чемпионат Европы           | TSF Dalera BB | 78.541 % | 4                  | Индивидуальный     |
| 2019 | Чемпионат Европы           | TSF Dalera BB | 89.107 % | 3                  | Индивидуальный КЮР |
| 2021 | Олимпийские игры           | TSF Dalera BB | 84,666 % | 1                  | Командный          |
| 2021 | 91,732 %                   | TSF Dalera BB | 1        | Индивидуальный КЮР |                    |

### Лучшие международные результаты (с 2013 г.)
- Гран-при выездки
  - 2021 год: 84,379 % (1. Место на Гран-при Олимпийских игр в Токио с TSF Dalera BB)
  - 2020: 81 500 % (1. Место в CDI-W Neumünster с TSF Dalera BB)
  - 2019: 79,848 % (2. Место на CDI-W Штутгарт с TSF Dalera BB)
  - 2018: 79,217 % (1. Место на CDI 5 * в Женева с TSF Dalera BB)
  - 2017: 77 220 % (1. Место в CDI 4 * Франкфурт с Zaire-E)
  - 2016: 76,620 % (4-й Место в CDI-W Амстердам с Unee BB)
  - 2015: 76,960 % (3. Место в CDI-W Штутгарт с Unee BB)
  - 2014: 75,480 % (3. Место в CDI-W Н Neumünster BB)
  - 2013: 73,149 % (5-й Место в CDI-W Стокгольм с Unee BB)
- КЮР Гран-при
  - 2021 год: 91,733 % (1. Место в КЮР Олимпийских игр в Токио с TSF Dalera BB)
  - 2020: 89.640 % (1. Место в CDI-W Neumünster с TSF Dalera BB)
  - 2019: 89,107 % (3. Место на ЧЕ 2019 с TSF Dalera BB)
  - 2018: 84,075 % (1. Место на CDI 5 * в Женеве с TSF Dalera BB)
  - 2017: 81565 % (2. Место в CDI-W Salzburg с Unee BB)
  - 2016: 83 350 % (2. Место в CDI-W Amsterdam с Unee BB)
  - 2015: 82450 % (3. Место в CDIO 5 * Hagen with Unee BB)
  - 2014: 82,625 % (1. Место в CDI-W Kaposvár с Unee BB)
  - 2013: 76,325 % (5-й Место в CDI 3 * Stockholm с Unee BB)